# Chapter One: The Vanishing of Will Byers
Chapter One: The Vanishing of Will Byers is de eerste aflevering van de televisieserie Stranger Things. De aflevering werd geschreven en geregisseerd door de broers Matt en Ross Duffer.

## Verhaal
Op 6 november 1983 wordt in het stadje Hawkins in Indiana een werknemer van het Nationaal Laboratorium van het Amerikaans Ministerie van Energie aangevallen door een mysterieus wezen. Diezelfde avond spelen de vier vrienden Mike, Dustin, Lucas en Will het rollenspel Dungeons & Dragons. In het spel worden hun personages aangevallen door de Demogorgon, de prins van de demonen. Omdat het al laat is en Will de dobbelsteen verliest, besluiten ze het spel te staken en naar huis te gaan. Dustin en Will rijden samen naar huis en houden onderweg een wedstrijdje om te zien wie het snelst naar huis kan fietsen. Will versnelt, waardoor Dustin hem uit het oog verliest.
Op een duistere weg in het bos merkt Will plots een mysterieus wezen met lange armen op. Hij valt van zijn fiets en rent het bos in. Hij loopt naar zijn huis en sluit de deur, maar het wezen blijft hem achtervolgen. Hij probeert de hulpdiensten te bellen, maar de telefoon werkt niet. Wanneer hij naar het tuinhuis rent om een vuurwapen te pakken, merkt hij dat het wezen achter hem staat.
De volgende ochtend vraagt Joyce Byers, de alleenstaande moeder van Will, aan haar oudste zoon Jonathan waar Will uithangt. De twee moesten de vorige avond werken en vermoeden dat Will bij zijn vriend Mike is blijven slapen. Joyce maakt zich zorgen en belt naar de moeder van Mike, die vertelt dat Will niet is blijven slapen. Vervolgens gaat Joyce naar de politie, waar ze politiechef Jim Hopper aanspoort om een onderzoek te beginnen.
In het Nationaal Laboratorium daalt een team onder leiding van dokter Martin Brenner af naar de benedenverdieping van het gebouw. De verdieping, waar eerder een werknemer verdween, is besmet en bevat een poort naar een andere dimensie. Op hetzelfde ogenblik loopt er een verdwaald meisje in ziekenhuiskleding door Hawkins. Ze steelt eten in een wegrestaurant, maar wordt betrapt door de uitbater. Die probeert te achterhalen wie ze is, maar het meisje kan alleen wijzen naar 011, de cijfers die op haar pols getatoeëerd zijn. Terwijl de uitbater naar een sociale hulpdienst belt, gebruikt het meisje haar psychokinetische krachten om een ventilator in het restaurant te manipuleren.
Hopper begint aan zijn politieonderzoek. Hij ondervraagt eerst Wills vrienden; nadien ontdekt hij de achtergelaten fiets van de jongen. De politiechef licht Joyce in, die steeds meer begint door te slaan. 's Avonds organiseert Hopper samen met enkele buurtbewoners een zoektocht naar de verdwenen jongen. Mike, Lucas en Dustin besluiten uit hun huis te sluipen en zelf een onderzoek te starten. Ondertussen krijgt de restaurantuitbater bezoek van enkele individuen die zich voordoen als de sociale hulpdienst die hij gebeld had. De individuen zijn in werkelijkheid medewerkers van dokter Brenners geheime organisatie. Ze vermoorden de uitbater en proberen het ontsnapte meisje te vatten. Het meisje vlucht de bossen in en weet opnieuw te ontsnappen.
Joyce wordt diezelfde avond opgebeld. Ze neemt de telefoon op en hoort allerlei geluiden. Ze denkt de stem van Will herkend te hebben, maar dan komt er een elektrische schok door de telefoonlijn en wordt het toestel verschroeid. Ondertussen horen Mike, Lucas en Dustin tijdens hun speurtocht een geluid in het bos. Wanneer ze zich omdraaien, merken ze het ontsnapte meisje op.

## Rolverdeling
- Winona Ryder – Joyce Byers
- David Harbour – Jim Hopper
- Millie Bobby Brown – 011 / Eleven / El / Jane
- Finn Wolfhard – Mike Wheeler
- Gaten Matarazzo – Dustin Henderson
- Caleb McLaughlin – Lucas Sinclair
- Charlie Heaton – Jonathan Byers
- Natalia Dyer – Nancy Wheeler
- Joe Keery – Steve Harrington
- Noah Schnapp – Will Byers
- Matthew Modine – Dr. Martin Brenner
- Cara Buono – Karen Wheeler
- Catherine Dyer – Agent Connie Frazier

## Verwijzingen naar popcultuur
De aflevering speelt zich af in 1983 en bevat verschillende verwijzingen naar en hommages aan de popcultuur van de jaren 1970 en 1980.
- Tijdens hun fietsrace vermelden Will en Dustin het stripverhaal X-Men #134. Het stripverhaal maakt deel uit van de Dark Phoenix-saga en toont hoe de mutant Jean Grey in Dark Phoenix verandert. De evolutie en achtergrond van Jean Grey bevatten duidelijke gelijkenissen met die van Eleven ("El") in Stranger Things.
- In de kelder waar de kinderen Dungeons & Dragons spelen, hangt een poster van The Thing (1982) van regisseur John Carpenter.
- De tv-serie Freaks and Geeks (1999) speelt zich eveneens af in de jaren 1980. Net als in Stranger Things zijn de hoofdpersonages kinderen die regelmatig Dungeons & Dragons spelen.
- Acteur David Harbour liet zich voor zijn vertolking inspireren door de populaire filmpersonages Indiana Jones en Han Solo.[1] Beide filmpersonages werden in de jaren 1980 vertolkt door Harrison Ford.
- Hoofdrolspeelster Winona Ryder brak eind jaren 1980 door met tienerfilms als Heathers (1989) en Mermaids (1990).
- De scène waarin Will naar zijn tuinhuis loopt, is een hommage aan de scène waarin Elliott (Henry Thomas) naar zijn garage loopt in E.T. the Extra-Terrestrial (1982). De scène waarin de jongeren Eleven vinden, is dan weer een hommage aan de scène waarin E.T. voor het eerst ontdekt wordt.
- In The Goonies (1985) staat ook een groep kinderen centraal. Net als in Stranger Things gaan ze op avontuur met hun BMX-fiets.
- In een flashbackscène is te zien hoe Joyce tickets heeft gekocht voor de film Poltergeist (1982). In dezelfde scène vertelt Will dat hij niet langer schrik heeft van clowns, wat mogelijk een verwijzing is naar de horrorroman It (1986) van auteur Stephen King. In de King-verhalen The Body (1982) – dat in 1986 verfilmd werd als Stand by Me – en Dreamcatcher (2001) wordt ook een groep van vier jongens gevolgd die de strijd aangaan met zowel pesters als het bovennatuurlijke. In It staan jongeren centraal die zichzelf "The Losers' Club" noemen. King zelf bestempelde Stranger Things als een soort "greatest hits"-album van zijn oeuvre.[2]
- De begintitels van de serie zijn een eerbetoon aan het werk van grafisch ontwerper Richard Greenberg, die in de jaren 1970 en 1980 de begintitels ontwierp van bekende films als Superman: The Movie (1978), Alien (1979), Blow Out (1981), The Dead Zone (1983), The Goonies (1985), Lethal Weapon (1987), Dirty Dancing (1987) en The Untouchables (1987).[3]
- Het kapsel van Winona Ryders personage werd gebaseerd op het kapsel van Meryl Streeps personage in de paranoiathriller Silkwood (1983).
- De weg waar Will zijn fiets achterlaat, wordt door zijn vrienden Mirkwood genoemd.